# Mioklonie
Mioklonie (myoclonus), inaczej zrywania mięśniowe – ruchy mimowolne powstałe przez zmiany o różnym umiejscowieniu (rdzeń kręgowy, pień mózgu, kora mózgu i ośrodki podkorowe). Istotą zaburzeń są krótkotrwałe skurcze (szarpnięcia) pojedynczego mięśnia lub całych grup mięśniowych.

## Podstawowe postacie mioklonii

### Mioklonie fizjologiczne
Powstają głównie w czasie snu podczas fazy NREM, ale również i REM, budząc śpiącego. Inne przyczyny fizjologicznego występowania to: wysiłek fizyczny i czkawka. 

### Mioklonie patologiczne
Podział w zależności od miejsca powstawania:
- mioklonie korowe – krótkotrwałe i szybkie
- mioklonie podkorowe (pozapiramidowe) – nieregularne i wolne
- mioklonie pniowe – rytmiczne i bardzo szybkie (tzw. miorytmie)
- mioklonie rdzeniowe
- mioklonie idiopatyczne – nieznana etiologia choroby, w której mioklonie stanowią objaw główny.